# シークレットリー・カナディアン
シークレットリー・カナディアン（Secretly Canadian）は、アメリカ合衆国インディアナ州ブルーミントンを拠点とするインディペンデント・レコードレーベル。主にインディー・ロックをリリースしている。また、ディストリビューターとしてSC Distributionを運営している。

## 概要
1996年、クリス・スワンソン（Chris Swanson）、ベン・スワンソン（Ben Swanson）、エリック・ウェドル（Eric Weddle）、ジョナサン・カーギル（Jonathan Cargill）の4人によって設立された。レーベルの最初のリリースはジューン・パニック（June Panic）のアルバムの再発盤だった。
その後、インディー・レーベルのジャグジャグウォーと絆を深め、ブルーミントンで互いに協力し合いながら運営するようになる。2007年には姉妹レーベルにデッド・オーシャンズを迎え、3つのレーベルでスタッフや事務所を共有しながら良質なインディー・ミュージックのリリースに努めた。
2013年6月には、シカゴのリイシュー専門レーベルであるザ・ヌーメロ・グループ（The Numero Group）が参加し、シークレットリー・グループ（Secretly Group）としいうレーベル・コレクションが発足した。4つのレーベルはすべて、シークレットリー・グループの社内流通部門であるシークレットリー・ディストリビューションによって流通されている。

## シークレットリー・ディストリビューション
1997年、シークレットリー・カナディアンは独自の流通部門であるシークレットリー・ディストリビューション（Secretly Distribution）を設立した。取り扱っているレーベルはジャグジャグウォー、デッド・オーシャンズの他に、Asthmatic Kitty、Brah Records、Cloud Recordings、Family Vineyard、ファットキャット・レコーズ、Hometapes、K Records、Lovepump United、Monitor Records、Mush Records、Post Present Medium、St. Ives、The Social Registry、Sounds Familyre、Suicide Squeeze Records、Table of the Elements、Temporary Residence Ltd.、Tomlab、We Are Free、Western Vinylなどがある。

## アーティスト
かつて契約していたアーティストを含む
- Alasdair Roberts
- Alex Cameron
- Animal Collective - アニマル・コレクティヴ
- Anohni - アノーニ
- Antony and the Johnsons - アントニー・アンド・ザ・ジョンソンズ
- Ativin
- BLK JKS
- Bobb Trimble
- Bodies of Water
- Catfish Haven
- Damien Jurado
- Danielson
- Dave Fischoff
- David Vandervelde
- Don Lennon
- Early Day Miners
- Exitmusic
- Faye Webster
- Foreign Born
- Frida Hyvönen
- Gardens & Villa
- Havergal
- Here We Go Magic
- The Horns of Happiness
- I Love You But I've Chosen Darkness
- The Impossible Shapes
- Instruments of Science & Technology
- Intro To Airlift
- The Japonize Elephants
- Jason Molina
- Jens Lekman
- jj
- Jorma Whittaker
- June Panic
- Little Scream
- Magnolia Electric Co
- Major Lazer - メジャー・レイザー
- Marmoset
- Molina and Johnson
- Music Go Music
- Nightlands
- Nikki Sudden & The Jacobites
- Nite Jewel
- Normanoak
- Painted Palms
- The Panoply Academy
- Porcelain Raft
- Racebannon
- Richard Swift
- Scout Niblett
- serpentwithfeet
- Simon Joyner
- Songs: Ohia
- Stella Donnelly
- Suuns
- Suzanne Langille & Loren MazzaCane Connors
- Swearing at Motorists
- Swell Maps
- Taken By Trees
- Throw Me The Statue
- Tig Notaro
- Tren Brothers
- The War on Drugs - ザ・ウォー・オン・ドラッグス
- Whitney
- Windsor for the Derby
- Yeasayer - イェーセイヤー
- Yoko Ono - オノ・ヨーコ
- Zero Boys